# Parque Nacional da Baia de Baly
O Parque Nacional da Baia de Baly fica no Nordoeste Madagáscar, na região de Boeny. 

## Geografia
O parque fica à 150 km da cidade de Mahajanga na costa do Canal de Moçambique, perto dos povoados de Soalala e Ambohipaky.
A fronteira sul do parque é formada pelo rio Kapiloza.  O rio Andranomavo também travessa este parque.

## Fauna
Neste parque vivem 13 espécias de mamiferos, entre estes 6 primatas, 37 espécias de répteis, 8 Anfíbios e 122 pássaros diferentes.
A tartaruga Angonoka ou Astrochelys yniphora é o animal mais emblemático da Baia de Baly, por que é endémico dessa região.
Otras espécias raras são: a águia-marinha de Madagáscar (Haliaeetus vociferoides), os lêmures Eulemur rufus e Propithecus deckenii, 

## Flora
126 espécias diferentes se encontram no Parque Nacional da Baia de Baly.

### Artigos connexados
- Madagascar
- Boeny

## Referencias
- (em francês) Madagascar National Parks Baie de Baly (francês, inglês, italiano)